# Сомалийская Демократическая Республика
Сомалийская Демократическая Республика (сомал. Jamhuuriyadda Dimoqraadiga Soomaaliya, араб. الديمقراطية جمهورية الصومال, Jumhūrīyah ad-Dīmuqrāṭīyah aṣ-Ṣūmālīyah, итал. Repubblica Democratica Somala) — республика (широко известная как «коммунистическая» на Западе), которая была провозглашена в 1969 году после военного переворота, организованного генералом Мохамедом Сиадом Барре. Переворот произошёл через несколько дней после убийства Абдирашида Шермарка (второго президента Сомали) его же телохранителем.
В ходе переворота были установлены дружеские отношения с Советским Союзом. Страной управляла Сомалийская революционная социалистическая партия.
Администрация Барре правила Сомали в течение следующих 21 лет, пока Сомали не погрузилась в анархию в 1991 году.

## История

### Верховный революционный совет
Наряду с Барре во главе Верховного революционного совета (ВРС), который пришёл к власти после убийства президента Шармарке был подполковник Салаад Габейре Кедийе и начальник полиции Джама Али Куршель. Кади официально носил титул «отца революции», однако Барре вскоре стал главой ВРС. Совет впоследствии арестовал членов бывшего гражданского правительства, запретил политические партии, распустил парламент и Верховный суд и приостановил действие конституции.
Революционная армия ввела крупномасштабные программы общественных работ и успешно реализовала кампании городской и сельской письменности, которая помогла значительно повысить уровень грамотности. В дополнение к национализации промышленности и земли, внешняя политика нового режима делала упор на традиционные и религиозные связи Сомали с арабским миром, что в конечном итоге привело к вступлению государства в 1974 году в Лигу арабских государств. В том же году Сиад Барре также занимал должность председателя Организации африканского единства (ОАЕ). С 1975 года вторым официальным языком страны стал арабский.
В июле 1976 года Верховный революционный совет самораспустился, и на его фоне была создана Сомалийская революционная социалистическая партия (СРСП), однопартийное правительство, основанное на научном социализме и исламских принципах. СРСП попыталась примирить официальную государственную идеологию с официальной государственной религией, адаптируя марксизм к местным условиям. Акцент был сделан на мусульманские принципы социального прогресса, равенства и справедливости, которые, как утверждало правительство, составляли основу научного социализма и его собственное право на самодостаточность, участие общественности и общественного контроля, а также прямого владения средствами производства. В то время как СРСП использовала частные инвестиции в ограниченных масштабах, общее направление администрирования было по сути социалистическим.

### Принятие новой конституции
Новая Конституция была ратифицирована 25 августа 1979 года на всенародном референдуме, в соответствии с которым были проведены выборы в Народное собрание.   Конституция 1979 года предусматривала президентскую систему, при которой президент выполнял функции как главы государства, так и главы правительства. В качестве главы правительства президент назначил членов Совета министров, который он возглавлял. Конституция 1979 года первоначально предусматривала избрание президента на шестилетний возобновляемый срок полномочий большинством в две трети голосов законодательного собрания.

### Распад
В связи с территориальными претензиями, Сомали вступила в Огаденскую войну с соседней Эфиопией. Обе страны являлись государствами социалистической ориентации, поддерживаемыми СССР, который пытался дать помощь обеим странам, но отказ Сиада Барре отступить привёл к тому, что СССР стал поддерживать в конфликте Эфиопию. Решив воспользоваться китайско-советским расколом, Барре вернулся к власти и начал проводить маоистскую доктрину в партийной линии. Китай в то время не мог обеспечить достаточное количество военных поставок в поддержку Барре, однако Соединённые Штаты, которые только что нормализовали отношения с Китаем, смогли. Огаденская война стала опосредованной войной между США и СССР.
В конечном счёте, Сомали была вынуждена отступить из Эфиопии, и это поражение серьёзно ослабило положение Барре. Началось вооружённое восстание, в 1991 году режим рухнул, и Барре бежал в изгнание после долгой гражданской войны. Крах однопартийного режима привёл страну к хаосу и разделению её между полевыми командирами.

## Экономика
Аграрная страна с низким уровнем развития. Более 70 % населения было занято кочевым скотоводством. Поголовье крупного рогатого скота составляло 2,6 млн. голов, коз и овец насчитывалось до 15 млн., верблюдов на территории страны было ок. 2 млн. В сельскохозяйственной сфере преобладало натуральное и полунатуральное хозяйство, в котором выращивалась основная масса зерновых культур (кукуруза, сорго и другие ). В товарном секторе выращивались бананы и сахарный тростник.
В стране насчитывалось примерно 200 промышленных предприятий, главным образом обрабатывающей промышленности, с общим числом занятых до 15 тыс. человек. Развитие промышленности в целом было слабым.
Более 80 % экспорта составлял живой скот, остальными статьями экспорта были бананы, кожсырьё, мясо, мясные и рыбные консервы, ценные породы древесины. Импортировались в страну промышленные товары, машинное и транспортное оборудование, нефтепродукты и некоторые продукты питания. Основными торговыми партнёрами выступали Саудовская Аравия, Япония, Италия и другие страны-члены ЕЭС.
Денежная единица — сомалийский шиллинг.
Жизненный уровень населения в 1980-1990 годах был одним из самых низких в Африке, и в целом в мире; средняя продолжительность жизни составляла 46 лет, грамотность взрослого населения — 12 % — была самой низкой в мире на момент 1990 года, доступ к чистой воде имело 34 % населения на 1985-1987 гг, при этом в 1975 году этот показатель был на 4 % выше. Младенческая смертность в 1988 году составляла 221 на 1000 рождений.

## Население
По данным 1991 года население в Сомали составляло 6 709 161 человек. Менее чем за 20 лет население увеличилось более чем вдвое (в 1972 году, согласно данным, численность населения составляла 2 941 000 человек).
В течение 1980-х годов из Сомали в Эфиопию сбежало около 300 тыс. человек.